# Belmont (Doubs)
Belmont ist eine französische Gemeinde mit 75 Einwohnern (Stand: 1. Januar 2022) im Département Doubs in der Region Bourgogne-Franche-Comté.

## Geographie
Belmont liegt auf 604 m über dem Meeresspiegel, acht Kilometer nördlich von Valdahon und etwa 26 km östlich der Stadt Besançon (Luftlinie). Das Dorf erstreckt sich im Jura, auf einem Höhenrücken am nördlichen Rand der Plateaus von Valdahon und Vercel, dem sogenannten ersten Plateau des Juras.
Die Fläche des 4,72 km² großen Gemeindegebiets umfasst einen Abschnitt des französischen Juras. Der zentrale Teil des Gebietes wird vom Höhenrücken von Belmont eingenommen, der sich in Nord-Süd-Richtung erstreckt und rund einen Kilometer breit ist. Auf der Höhe wird mit 640 m die höchste Erhebung von Belmont erreicht. Begrenzt wird der Höhenrücken im Westen durch die Mulde von Chaux-lès-Passavant und im Osten durch eine Talmulde im Einzugsgebiet des Audeux, in der ein kleiner Weiher liegt. Im Südwesten hat die Gemeindefläche mit knapp 1 km² Anteil am Truppenübungsplatz Valdahon, der insgesamt eine Fläche von 35 km² einnimmt.
Nachbargemeinden von Belmont sind Orsans im Norden, Bremondans und Épenouse im Osten, Vercel-Villedieu-le-Camp im Süden sowie Chaux-lès-Passavant im Westen.

## Geschichte
Die Ortschaft Belmont entwickelte sich im 14. Jahrhundert neben der 1318 von den Herren von Belmont gegründeten Burg. Das Gebiet unterstand im Mittelalter der Oberhoheit der Herren von Montfaucon. Zusammen mit der Franche-Comté gelangte das Dorf mit dem Frieden von Nimwegen 1678 an Frankreich.
Mit 1. Januar 2009 erfolgte eine Änderung der Arrondissementszugehörigkeit der Gemeinde. Bislang zum Arrondissement Besançon gehörend, kamen alle Gemeinden des Kantons zum Arrondissement Pontarlier.

## Sehenswürdigkeiten
Die Dorfkirche von Belmont wurde 1817 vergrößert. Von der ehemaligen Burg sind nur noch Spuren sichtbar. Im Haus von Louis Pergaud befindet sich heute ein Ethnographisches Museum.

## Bevölkerung
| Jahr                       | 1962 | 1968 | 1975 | 1982 | 1990 | 1999 | 2006 | 2016 |
| Einwohner                  | 58   | 52   | 43   | 49   | 47   | 60   | 58   | 66   |
| Quellen: Cassini und INSEE |      |      |      |      |      |      |      |      |

Mit 75 Einwohnern (1. Januar 2022) gehört Belmont zu den kleinsten Gemeinden des Département Doubs. Nachdem die Einwohnerzahl in der ersten Hälfte des 20. Jahrhunderts deutlich abgenommen hatte (1881 wurden noch 138 Personen gezählt), wurde seit Mitte der 1970er Jahre wieder eine leichte Bevölkerungszunahme verzeichnet.

## Wirtschaft und Infrastruktur
Belmont war bis weit ins 20. Jahrhundert hinein ein vorwiegend durch die Landwirtschaft (Ackerbau, Obstbau und Viehzucht) geprägtes Dorf. Daneben gibt es heute einige Betriebe des lokalen Kleingewerbes. Viele Erwerbstätige sind auch Wegpendler, die in den umliegenden größeren Ortschaften ihrer Arbeit nachgehen.
Die Ortschaft liegt abseits der größeren Durchgangsstraßen an einer Departementsstraße, die von Gonsans nach Vercel-Villedieu-le-Camp führt. Eine weitere Straßenverbindung besteht mit Orsans.

## Persönlichkeiten
- Louis Pergaud (1882–1915), französischer Schriftsteller